# Caryocar pallidum
Caryocar pallidum är en tvåhjärtbladig växtart som beskrevs av Albert Charles Smith. Caryocar pallidum ingår i släktet Caryocar och familjen Caryocaraceae. Inga underarter finns listade i Catalogue of Life.